# Delphyre hampsoni
Delphyre hampsoni là một loài bướm đêm thuộc phân họ Arctiinae, họ Erebidae.